# Пирожникова, Людмила Владимировна
Людмила Владимировна Пирожникова (род. 23 мая 1958 года, в в Московской области) — государственный и политический деятель. Депутат Государственной Думы четвёртого созыва, член фракции Единая Россия в Государственной думе IV созыва, член Комитета Думы по кредитным организациям и финансовым рынкам.

## Биография
Людмила Владимировна родилась 23 мая в 1958 году, в Московской области. 
В 1983 году завершила обучение и получила диплом о высшем образовании Московского государственного института международных отношений (МГИМО) МИД СССР, по специальности "экономист по международным экономическим отношениям". 
На протяжении девятнадцати лет проработала в системе внешнеэкономических связей. В основном её работа была связана с валютно-финансовыми отношениями. 
В 1995 году назначена на должность заместителя начальника управления корпоративной клиентуры Объединенного экспортно-импортного банка.
В 1998 году ей была доверена должность вице-президента по корпоративному управлению ОАО "НК СИДАНКО". 
В 1999 году переходит на работу в государственные органы власти, становится советником Министра экономики Российской Федерации. С 2000 по 2003 годы работает в должности заместителя начальника Департамента организационной работы и контроля Счетной палаты Российской Федерации.
В декабре 2003 года на выборах депутатов государственной Думы четвёртого созыва избрана депутатом по единому общефедеральному списку партии Единая Россия. В Государственной Думе работала членом Комитета Думы по кредитным организациям и финансовым рынкам. Член фракции Единая Россия в Государственной думе IV созыва. Срок полномочий завершился в 2007 году. Кроме того, учитывая опыт работы во внешнеэкономических отношениях, она балы членом постоянной делегации Федерального Собрания Российской Федерации в Парламентской Ассамблее Совета Европы (ПАСЕ) от Государственной Думы, членом ПАСЕ по экономическим вопросам и развитию, членом депутатской группы по связям с парламентом Федеративной Республики Германия и депутатской группы по связям с парламентами Королевства Бельгия, Великого Герцогства Люксембург и Королевства Нидерландов.
На выборах депутатов государственной Думы пятого созыва была включена в региональную группу №8 (Иркутская область), но избраться не получилось и в созыве так и не работала. 
Действительный государственный советник Российской Федерации 3-го класса. 